# Christian Eberhard Georgii

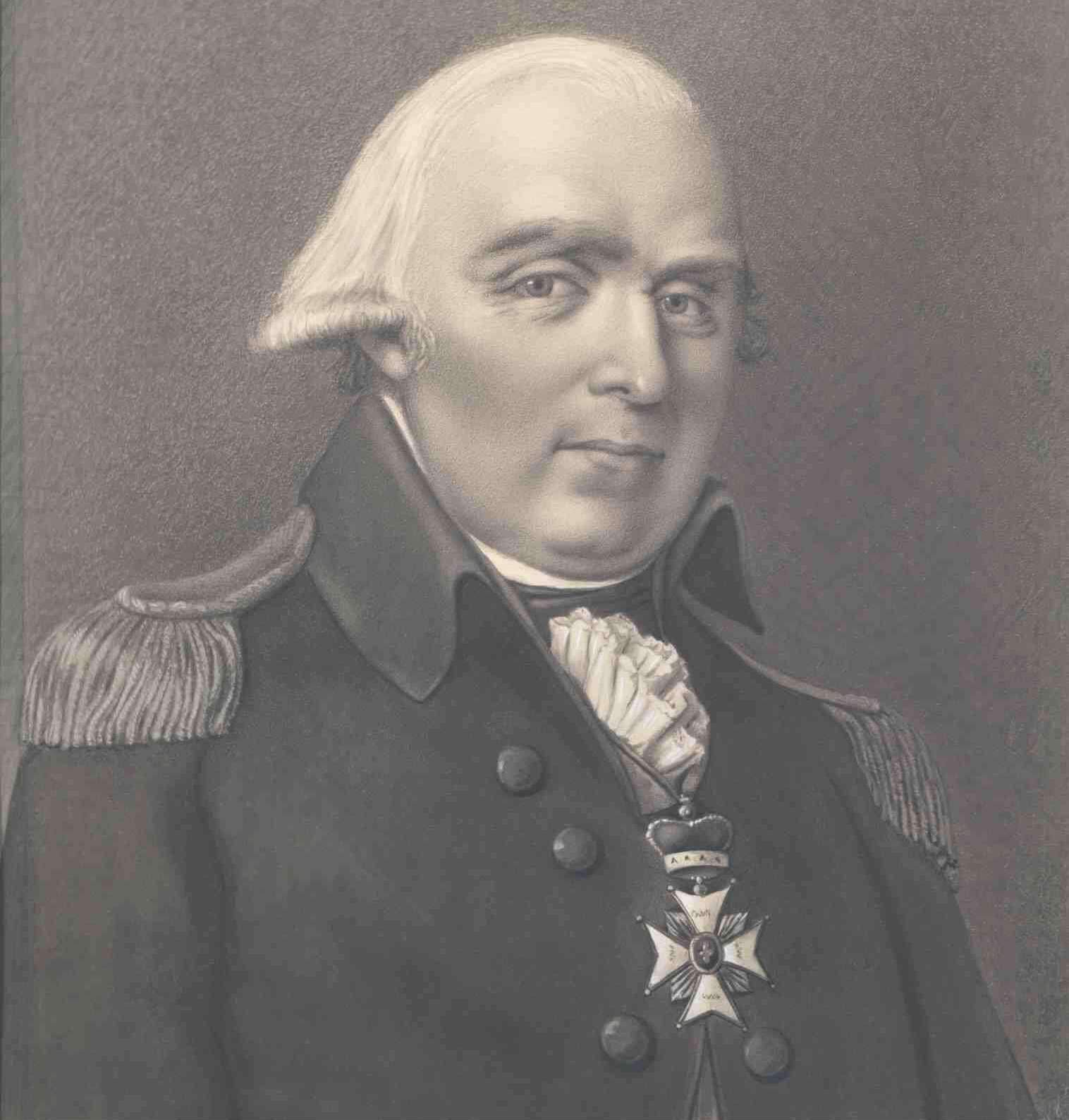
Christian Eberhard Georgii (1724–1796)

Christian Eberhard Georgii (* 18. November 1724 in Stuttgart; † 15. Oktober 1796 ebenda) war ein württembergischer Generalmajor und Stadtkommandant von Stuttgart.

## Leben
Christian Eberhard war ein Sohn von Johann Eberhard Georgii und dessen Ehefrau Katharina Magdalena Wolff (1702–1753). Er machte eine militärische Karriere, begann 1741 bei dem Württembergischen Kürassier-Regiment „Herzogin Maria Auguste“ als Fähnrich, ging mit diesem ein Jahr später in preußische Dienste, 1750 kam er wieder zurück und wurde Hauptmann. Im April 1757 wurde er Oberstleutnant, bekam das Kommando über das dritte Grenadier-Bataillon und wurde in der Schlacht bei Leuthen von den Preußen gefangen genommen. Er wurde auf der Festung Magdeburg interniert. Zwei Jahre später kam er wieder frei, wurde zum Oberst ernannt und in das Dragoner-Regiment „von Degenfeld“ versetzt, wo er 1765 Regiments-Kommandeur wurde. 1772 wurde er Generalmajor und 1775 zum Stadtkommandanten von Stuttgart ernannt. 1782 wurde Georgii zum Kommandeur des Herzoglich militärischen St.-Karls-Ordens ernannt.
Er war seit 1752 mit Heinrike Dorothea (1726–1773), Tochter des Mediziners Burkhard David Mauchart, verheiratet. Das Paar hatte die Kinder Eberhard Friedrich (1757–1830) und Eberhardine Dorothea (* 1766).